# パンサー・ウェストウインズ
パンサー・ウェストウインズ（Panther Westwinds ）は、1970-1980年代に存在したイギリスの小規模自動車メーカーである。本拠はイギリスのサリー州にあった。創業は1972年、創業者は ロバート・ジャンケル（1938–2005年）であった。1930年代のスタイルを模したスポーツカー・J72・リマなどの生産で成功を収めた他、小型高級車や6輪スポーツカーなどの生産化も試み、注目を集めた。
しかし第二次石油危機の影響や拡大戦略の無理によって1979年に倒産、韓国人実業家であったヤング・キムに買収された。キムはエセックス州ハーローに新工場を建設、車体を韓国製に改め、従来の主力車種リマの改良型・カリスタを生産した。1989年には現代的デザインのスポーツカー・ソロを開発したが資金難に陥り再び経営破綻し、同年韓国の雙龍自動車に吸収合併された。

## 生産車種
- J72（1972年発売） - ジャガー・SS100がモデル。1981年まで生産された。
- FF（1974年発売） - 1950年代のフェラーリがモデル。1975年まで生産された。
- レーザー（1974年発売） - 1台のみ特注で作られたジャガー・XJ12のエンジンを持つスポーツカー。1975年まで生産された。
- デ・ビル（1974年発売） - 往年の超高級車・ブガッティ・ロワイヤルを模した、ジャガー製エンジンの4ドア/2ドアコンバーチブル。1985年まで生産された。
- リオ（1975年発売） - トライアンフ・ドロマイトをベースにした小型高級車。当時の英国内価格は9445ポンドで、ジャガー・XJ5.3の7496ポンドより高価であったため38台しか売れなかった。1977年まで生産された。
- 6（1977年発売） - 6輪F1カー・ティレル・P34に触発された6輪の高級スポーツカー。2台が造られた。
- リマ（1976年発売） - ボクスホール製エンジンとFRPボディを持つ一般向けのネオクラシック・スポーツカー。パンサー車では最多の897台が生産された。1982年まで生産された。
- カリスタ（1982年発売） - 新オーナーの元、リマのエンジンをイギリス・フォード製に、車体を韓国製アルミニウムとした改良型。2900ccエンジン版は0-60マイル加速8秒以下と高性能であった。雙龍自動車に吸収合併後、「雙龍・カリスタ」として73台が追加生産された。
- ソロ（1989年発売） - 現代的なデザインのミッドシップ2+2スポーツカー。20台前後[2]生産したところでパンサー・ウェストウインズが経営破綻した。

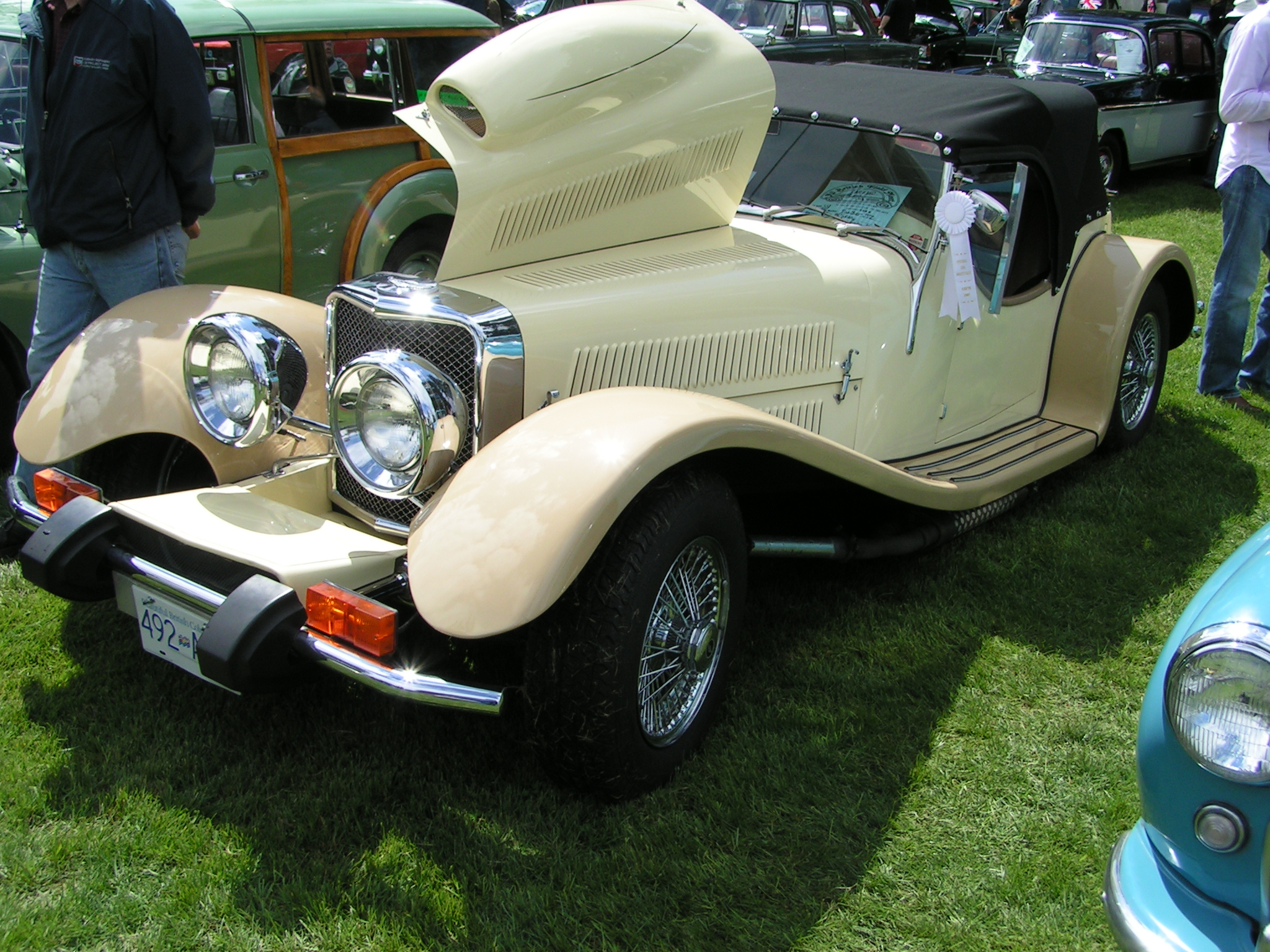
J72
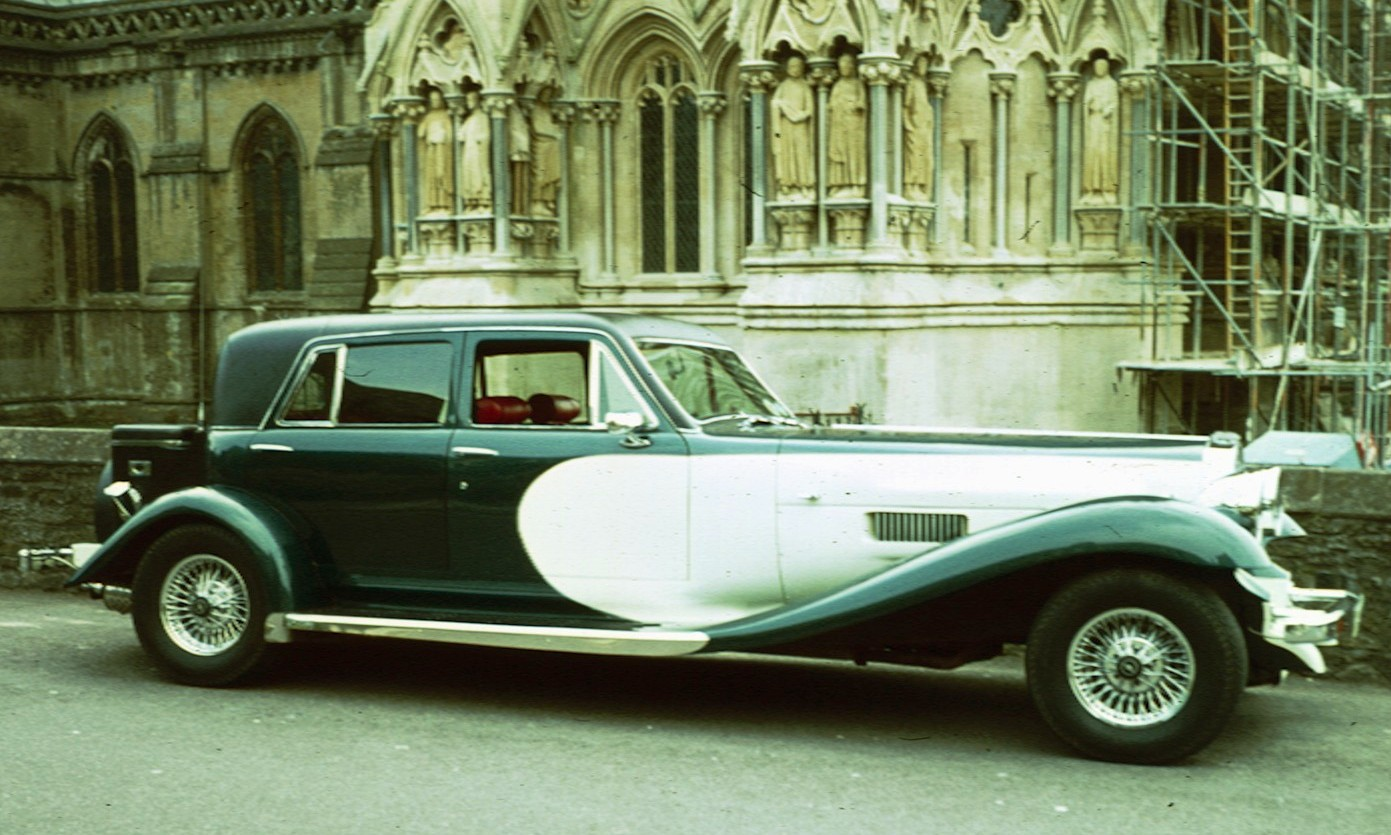
ド・ヴィル
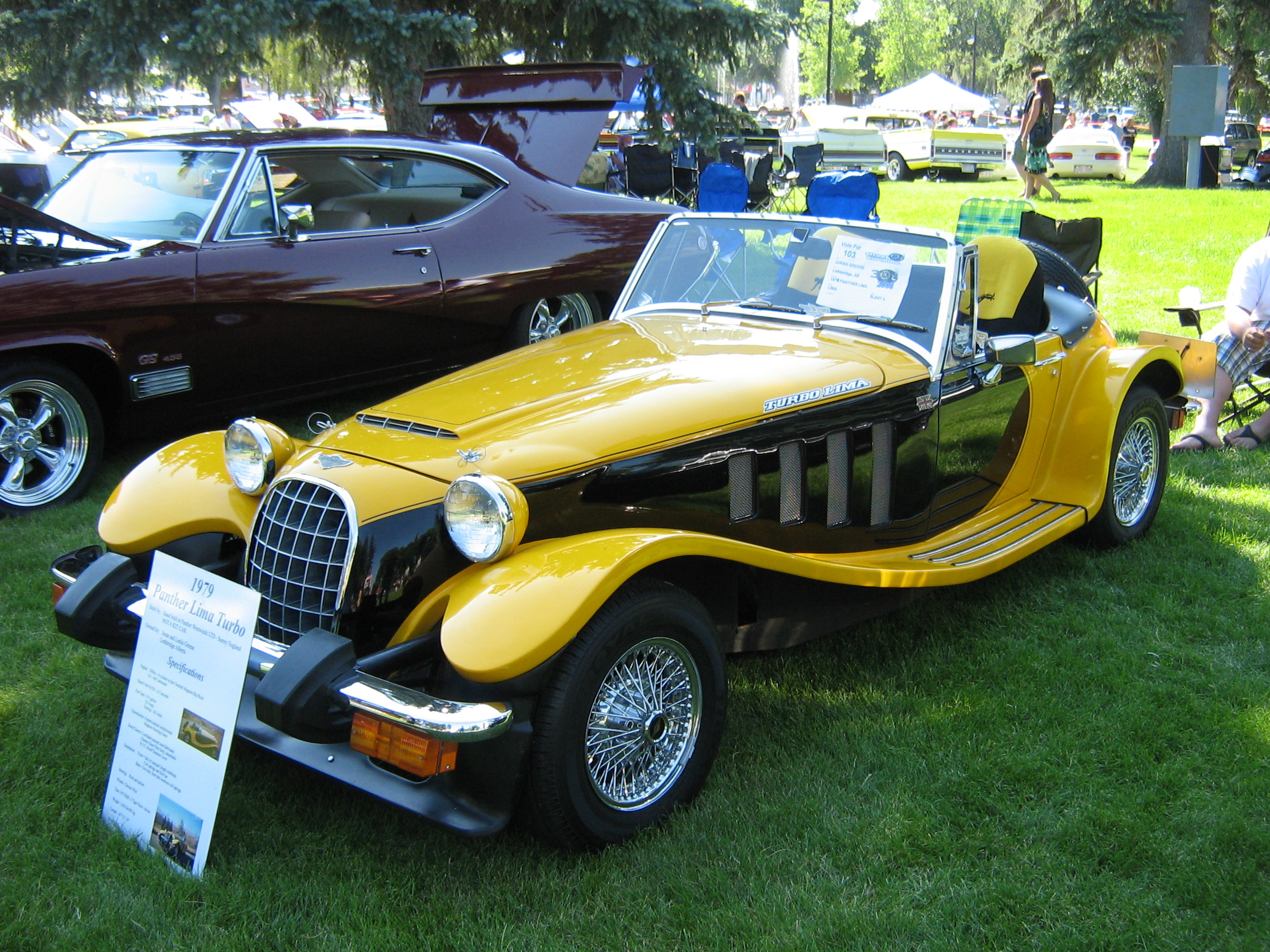
リマ・ターボ
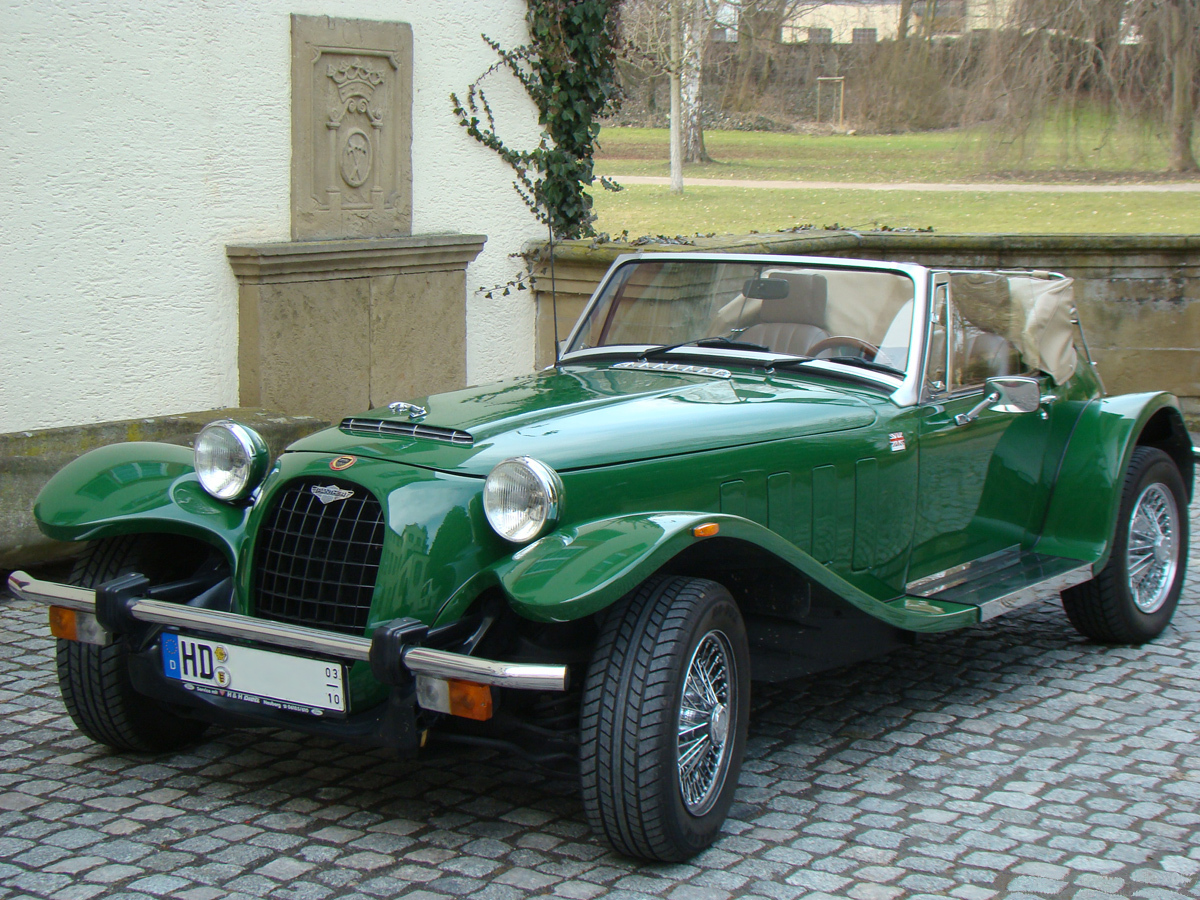
カリスタ
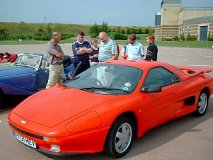
ソロ